# Wolfgang Bulla
Wolfgang Bulla (* 30. September 1942; † 21. Juli 2023) war ein österreichischer mathematischer Physiker der an der Technischen Universität Graz am Institut für Theoretische Physik von 1973 bis 2003 lehrte.

## Werdegang
Bulla promovierte 1970 bei Ernst Ledinegg mit der Arbeit Über die Änderung der Kohärenz von Photonenfeldern durch Wechselwirkung.
1977 habilitierte er sich an der TU Graz mit der Arbeit Kohärente Zustände und Weyloperatoren für nilpotente Liegruppen.
Er arbeitete unter anderem mit Fritz Gesztesy und Harald Grosse zusammen. Zu seinen Studenten zählten neben Karl Unterkofler und Gerald Teschl auch Gert Reiter.

## Schriften (Auswahl)
- mit Fritz Gesztesy, Helge Holden und Gerald Teschl: Algebro-geometric quasi-periodic finite-gap solutions of the Toda and Kac-van Moerbeke hierarchies. In: Memoirs of the American Mathematical Society 641 (1998), 1–79.
- mit Fritz Gesztesy, Walter Renger und Barry Simon: Weakly coupled bound states in quantum waveguides. In: Proceedings of the American Mathematical Society 125 (1997), 1487–1495.
- mit Walter Renger: Existence of bound states in quantum waveguides under weak conditions. In: Letters in Mathematical Physics. 35 (1995), 1–12.
- mit Fritz Gesztesy und Karl Unterkofler: Holomorphy of the scattering matrix with respect to {\displaystyle c^{-2}} for Dirac operators and an explicit treatment of relativistic corrections. In: Commun. Math. Phys. 144 (1992), 391–416.
- mit Thomas Trenkler:  The free Dirac operator on compact and noncompact graphs. In: Journal of Mathematical Physics 31 (1990), 1157–1163.
- mit Peter Falkensteiner und Harald Grosse: On the calculation of the Berry phase in a solvable model. In: Physics Letters B 215 (1988), 359–363.
- mit Fritz Gesztesy: Deficiency indices and singular boundary conditions in quantum mechanics. In: Journal of Mathematical Physics 26 (1985), 2520–2528.